# Arena Sardona
Arena Sardona ili Navlaka Glarus (njemački: Glarner Überschiebung) je najveća navlaka (povratni rasjed koji nastaje skoro horizontalnim padom površinskog tla) na Alpama koja se nalazi u istočnoj Švicarskoj. Uz ovu navlaku Helvetski tektonski pokrov je pomjeren više od 100 km sjeverno preko vanjskog masiva Aar i Infrahelvetskog kompleksa. Navlaka čini dodirnu točku između starijeg permsko-trijaškog sloja stijena i mlađeg sloja vapenenca iz jure i krede, te fliša i molase iz paleogena.
Arena Sardona svojom horizontalnom orijentacijom i visokim lokalnim reljefom ocrtava veliko područje u kantonima Glarus, St. Gallen i Graubünden. Najpoznatije stijene su one kod Lochsitea, blizu grada Glarusa, te stijena Tschingelhörner (u kojoj se nalazi prirodna rupa Martinsloch - slika desno) između Elma i Flimsa.
Iako su navlake česta pojava u planinskim vijencima, Arena Sardona je izrazito pristupačan primjer i kao takav odigrao je važnu ulogu u razvoju geologije i otkrivanju sastava orogena. Zbog toga je ova navlaka proglašena geotopskom i geološkom UNESCO-ovom svjetskom baštinom. Ova "tektonska arena" ima površinu od 32.850 hektara, većinom planinskog krajolika, i proteže sekroz 19 općina između Surselva, Linthtala i Walenseea. On uključuje nekoliko vrhova viših od 3000 metara, kao što su: Surenstock (romanš: Piz Sardona, po kojem je cijela navlaka dobila ime), Ringelspitz i Pizol.
- Surenstock (straga) s jezera Chüebodensee
- Tsingelhörner s rupom Martinloch (desno)
- Vrh Sardona (Surenstock, 3.056 m) kod Calfeisentala
- Ringelspitz (3.248 m) s Calanda
- Vrh Picol (2.844 m)